# Suzanne Danielle
| Suzanne Danielle                          | Suzanne Danielle                                             |
| Kattints az alábbi külső linkek egyikére! | Kattints az alábbi külső linkek egyikére!                    |
| ----------------------------------------- | ------------------------------------------------------------ |
| Nem található szabad kép.(?)              |                                                              |
| külső link · jogvédett                    | Emmannuelle szerepében a „Folytassa, Emmanuelle!”-ben (1978) |

Suzanne Danielle, eredetileg Suzanne Morris (London, 1957. január 14.), brit táncosnő és színésznő, ismert szerepe Emmanuelle alakítása, a Folytassa… sorozat Folytassa, Emmanuelle c. vígjáték címszerepében,  1978-ban.

## Élete
Suzanne Morris táncot tanult a romfordi Bush Davies színművészeti iskolában (Essexben). 
1974-ben, 12 éves korában gyermektáncosként szerepelt a londoni West Enden, a Theatre Royal Drury Lane színház Billy c. musical-előadásában, ahol Michael Crawford volt a főszereplő. Meghívták táncosnak Bruce Forsyth egyik show-műsorába. Az iskola befejezése után a Younger Generation nevű táncegyütteshez csatlakozott. Rajongott Cyd Charisse művészetéért.
Színpadi táncosnőként dolgozott, 1978-ban első (még névtelen) filmszerepét is diszkótáncosként kapta. Ugyanebben az évben ráosztották a címszerepet, Emmanuelle alakját, a Folytassa, Emmanuelle című vígjátékban, amely a Folytassa… sorozatba illeszkedve parodizálta Just Jaeckin 1974-es Emmanuelle c. filmjének manírjait. Suzanne ebben a filmben a londoni francia nagykövet szex-éhes feleségét, Emmanuelle Prévert-t játszotta, az 1974-es Sylvia Kristelre emlékeztető frizurával, hasonló stílusú ruhákban (vagy azok nélkül), Sylvia arcjátékát és mozgását utánozva. Előkelősködő, túlhangsúlyozott francia akcentussal beszélt angolul. Férjét a Folytassa-sorozat állandó sztárja, Kenneth Williams alakította.
Még ugyanebben az évben, 1978-ban kisebb szerepet kapott a Vadlibák angol akciófilmben, olyan sztárok mellett, mint Richard Burton, Roger Moore és Richard Harris. Játszott az 1979-es Elil rózsája orientális kalandfilmben és az 1980-as Flash Gordon science-fiction akciófilmben. Szerepelt a brit televízió The Professionals kémfilm-vigjátéksorozatában és a Ki vagy, doki? science-fiction kalandfilmsorozat több epizódjában. Az 1980-as években utoljára Burt Kennedy rendező The Trouble with Spies című kémfilm-vígjátékában szerepelt, amelyet 1984-ben forgattak, de csak 1987-ben mutattak be.
Az 1980-as évek elején a nála 15 évvel idősebb Patrick Mower színésszel élt, majd 1988-ban visszavonult és feleségül ment a skót Sam Torrance hivatásos golfjátékoshoz. Három gyermekük született.

## Fontosabb filmszerepei
- 1978: The Stud, diszkótáncosnő, névtelen
- 1978: Folytassa, Emmanuelle (Carry on Emmannuelle), Emmannuelle Prévert[6]
- 1978: Vadlibák (The Wild Geese), lány a partin, névtelen
- 1978: Long Shot, Sue
- 1979: Elil rózsája (Arabian Adventure), hastáncosnő
- 1979: The Golden Lady, Dahlia
- 1979: Ki vagy, doki? (Doctor Who), tévésorozat, Destiny of the Daleks epizódok, Agella
- 1980: Sir Henry at Rawlinson End, Candice Rawlinson[7]
- 1980: Flash Gordon, szolgálóleány[8]
- 1981–1982: Meghökkentő mesék (Tales of the Unexpected) tévésorozat, két epizód, Elaine, Milly
- 1982: The Boys in Blue, Kim[9]
- 1982–1984: Jane, tévésorozat, Lola Pagola
- 1984: Escape from El Diablo (California Cowboys), Pilar
- 1987: The Trouble with Spies, Maria Sola

## Kapcsolódó információ
- Suzanne Danielle az Internetes Szinkronadatbázisban (magyarul)
- Suzanne Danielle az Internet Movie Database-ben (angolul)
- Suzanne Danielle a Rotten Tomatoeson (angolul)
- Suzanne Danielle az AlloCiné weboldalán (franciául)
- Suzanne Danielle Profile. Famousfix.com. (Hozzáférés: 2023. január 18.)
- ↑ AndrewRoss:  Andrew Ross. Carry On Actors: The Complete Who’s Who of the Film Series (angol nyelven). Fantom Publishing (2015). ISBN 1-906358-95-8
- ↑ RobertRoss:  Robert Ross. The Carry On Companion. London: B.T. Batsford (2002). ISBN 0-7134-8771-2
- Carry On Line: Official Website of the Carry On films Archiválva 2021. január 25-i dátummal a Wayback Machine-ben
- http://www.tv.com/people/suzanne-danielle/ (Biography). tv.com. [2016. július 23-i dátummal az eredetiből archiválva]. (Hozzáférés: 2021. január 16.)
- Suzanne Danielle képei. mocholand.wordpress.com. [2021. január 22-i dátummal az eredetiből archiválva]. (Hozzáférés: 2021. január 16.)